# Montagne d'Angèle
Pour les articles homonymes, voir Angèle.
La montagne d'Angèle est située dans le Sud du département de la Drôme.

## Géographie

### Situation, topographie
Cette montagne est bordée au sud par la vallée de l'Eygues, affluent du Rhône. Elle fait face au massif des Baronnies au sud de l'Eygues.
Son sommet est formé d'une crête, comportant deux cimes : Le Merlu, d'une altitude de 1 606 m, et le rocher de l'Esqueyron, culminant à 1 602 m. Au sud-est se trouvent le rocher de l'Aigle (1 552 m) et le rocher d'Urelle (1 529 m). La montagne surplombe les communes de Gumiane, Arnayon, Cornillon-sur-l'Oule, La Motte-Chalancon et Villeperdrix.

### Hydrographie
Plusieurs rivières et ruisseaux prennent leur source sur les flancs de la montagne d'Angèle :
- le ruisseau du Pibou[2]
- le ruisseau de Léoux[3]
- le torrent de l'Arnayon
- la Roanne
- le ruisseau de Trébou[4]
- la Gumiane[5]

## Activités
Le site est connu pour ses sentiers de randonnée pédestre. Le GR « le tour des Baronnies » passe par la montagne d'Angèle.